# Brănești (Ilfov)
Brănești is een gemeente in het Roemeense district Ilfov en ligt in de regio Muntenië in het zuidoosten van Roemenië. De gemeente telt 8008 inwoners (2005).

## Geografie
De oppervlakte van Brănești bedraagt 54 km², de bevolkingsdichtheid is 148 inwoners per km².
De gemeente bestaat uit de volgende dorpen: Brănești, Islaz, Pasărea, Vadul Anei.

## Politiek
De burgemeester van Brănești is Florea Tănase (PD).
| Gemeenteraadslid      | Politieke partij |
| --------------------- | ---------------- |
| Traian Anghel         | PD               |
| Marinela Anoaică      | PSD              |
| Gheorghiță Constantin | PD               |
| Gheorghe Dumitru      | PSD              |
| Ștefan Leoca          | PD               |
| Costel Liscan         | PD               |
| Alexandru Mirciu      | PSD              |
| Gheorghe Cătălin Nedu | PD               |

| Gemeenteraadslid          | Politieke partij |
| ------------------------- | ---------------- |
| Ionuț Păun                | PRM              |
| Gheorghe Rândunel Pepenel | PD               |
| Anghel Petre              | PSD              |
| Corneliu Stancu           | PD               |
| Vasile Stoian             | PD               |
| Andrei Toma Vasile        | PSD              |
| Ilie Veliscu              | PD               |

## Geschiedenis
In 1800 werd Brănești officieel erkend.

## Geboren
- Cătălin Hîldan (1976-2000), voetballer